# Casa palacio Gastón de Iriarte
La casa palacio Gastón de Iriarte es una edificación del s. XVIII, que se encuentra ubicada en Irurita, localidad navarra de Baztán.La familia que le da nombre es originaria de la casa Iriartea de Errazu,que sirvió para replicar la casa solariega de Irurita. Hay una tercera casa palacio muy similar; la de Reparacea, en Oyeregui.

## Contexto
Desde finales del siglo XVII, un buen número de baztaneses, aprovechando su derecho de hidalguía —reconocida en 1440 y ratificada por Carlos, príncipe de Viana, heredero y gobernador general del reino, en 1441, a todas las personas nacidas en Baztán—, emigraron a la Corte de Madrid y a las tierras americanas conquistadas, para buscar mejorar las condiciones de vida del valle.Consiguieron acceder a cargos de gran responsabilidad al servicio de la Corona de España en la Administración, el Ejército o la Iglesia; hicieron crecer sus negocios y su patrimonio y, con ello, ascender en la escala social.
Buena parte de la fortuna que amasaron los baztaneses revirtió en el valle. Los emigrados tuvieron siempre presente sus lugares de origen y no dejaron de enviar dinero a sus familias. Así fue como saldaron deudas, aumentaron sus propiedades, reformaron sus casas o las construyeron de nuevo. La casa se convirtió en una representación del linaje de la familia y de un prestigio con vocación de trascender en el tiempo.
A mediados del XVII, la casa vecinal navarra se contempla como una entidad que agrupa no solo el patrimonio al que refiere, sino también los valores que identifican a la familia: honor, prestigio, logros, reconocimientos... La casa es una entidad ligada a un lugar concreto y con vocación de permanecer. El nombre de la casa a la que se pertenece sustituye al apellido; es la casa la que identifica con un linaje o familia. La troncalidad de la casa se sujeta en la convivencia de dos generaciones: la del dueño mayor y la del heredero, que sería nombrado sucesor al contraer matrimonio.
El amplio número de casas señoriales existentes en el valle de Baztán, resultantes del empeño de los baztaneses por ascender en la escala social tras el proceso migratorio, llamó la atención de Julio Caro Baroja, quien denominaría este fenómeno socioeconómico como la "hora navarra del XVIII".

## Historia
El punto de partida de la casa de Iriartea de Errazu y de la familia Gastón de Iriarte es una casa hidalga campesina dell siglo XVI, que ascendió progresivamente en la escala económica y social hasta alcanzar una gran relevancia durante el siglo XVII. Gracias al importante archivo documental disponible en la biblioteca de la casa Gastón de Iriarte, Gaspar Castellano y de Gastón (con acceso al archivo de la casa por herencia materna) —junto a Juan Bosco Amores Carredano—pudo reconstruir el relato de la historia de la casa y de la familia. Este trabajodocumenta que tanto los oportunos vínculos matrimoniales como la política de heredero único —que garantizaba la indivisibilidad del patrimonio— funcionaron como impulsores del ascenso de la casa; los varones de la familia más audaces lograron acceder a posiciones importantes al servicio de la monarquía, especialmente en el siglo XVIIl.
El primer dueño nativo de la casa de Iriartea de Irurita del que se tiene constancia documental es Joanot de Iriart, nacido en los primeros años de la segunda mitad del XVI (hacia 1560). Se casó con María de Arrechea y tuvo con ella al menos un hijo: Pedro (1606-1632). En su testamento, Joanot de Iriart dejó indicada la manera en la que debía gestionarse la sucesión de su casa, sujeta a los matrimonios de los primogénitos de la familia y sus descendientes. Pedro de Iriart contrajo matrimonio con Catalina de Martindarena, pero no tuvieron hijos. Murió sin haber designado heredero de su casa, pero dejando en manos de los albaceas el nombramiento del sucesor. Sin embargo, la voluntad del testador no se cumplió. Una casa de montaña como la de Irurita sin una persona responsable de su administración y cuidado no podía mantenerse en condiciones. Los veinte años transcurridos hasta que por fin fue elegido el sucesor tuvieron como consecuencia el gran deterioro de la casa.
Finalmente, en 1652, el heredero designado para la sucesión de la casa de Iriartea fue el sobrino de Pedro Iriarte, Simón de Echenique-Iriarte y Sarrondo, de Ariztegui, al contraer matrimonio con Juana Narbart, de Irurita. Este enlace sí tuvo descendientes y la sucesión recaería en Ana María Felipa de Echenique y Narbart (1656-1706). Ana María se casó con Juanes de Echeverría Indacoche, perteneciente a la casa de Echeverría de Irurita; tuvieron cuatro hijos y el mayor, Felipe de Echeverría e Iriarte (nacido en 1680), a la sucesión de la casa de Iriartea (1706), se casaría con María de Dolagaray y Hualde, de Arrayoz. El primer hijo del matrimonio, Juan Tomás de Echeverría (1711-1794), sería el siguiente dueño de la casa Iriartea de Irurita y su enlace con María Francisca de Latadi (1710)-1756), tendría como fruto el nacimiento de dos hijos.
El mayor de ellos, Juan Bautista Echeverría y Latadi (1744-1816), emigró a los 13 años de edad a México donde durante casi treinta años hizo fortuna dedicándose al comercio. Tras su experiencia migratoria en la Nueva España (1757-1784), regresó a su tierra natal. Fue nombrado heredero de la casa Iriartea de Irurita habiéndose ya casado, en 1785, con María Micaela Gastón de Iriarte y Cortejarena (1769-1823), hija de Pedro José Gastón de Iriarte y Elizacoechea, teniente coronel de las Guardias Reales y caballero de Santiago 
El enlace tuvo lugar tras un acuerdo costoso gestionado con gran discreción y del que se tiene constancia por haberse hallado, en la biblioteca de la casa Gastón de Iriarte, correspondencia entre Juan Bautista y un amigo común del pretendiente y de la familia de María Micaela. El principal escollo era que el novio no era vecino del Valle, no tenía casa importante; una exigencia irrenuciable por parte de la familia de la novia. Una representante de una de las casas de más prestigio en Baztán no podía renunciar a la categoría social y familiar que la casa vecinal tenía en el Valle, contrayendo matrimonio con un indiano que, tras veintisiete años de ausencia y regreso con una gran fortuna, no podía compensar con su dinero la pertenencia a una casa venida a menos.
Empeñado en conseguir la aprobación para su enlace con María Micaela, se afanó en conseguir la casa vecinal que lo haría posible. Para ello, contactó con su amigo Tiburcio de Hualde, dueño del palacio de Jaureguía de Irurita al que pertenecía la casa de Echeverría de la que descendían sus antepasados. De su amigo consiguió un compromiso de venta de la casa Echeverría y con ello la oportunidad de comprarla para aportarla al matrimonio y legitimar su vecindad en Baztán. Para Juan Bautista, la boda con María Micaela supuso un ascenso social considerable.
La casa palacio de la familia Gastón de Iriarte fue ordenada construir por Juan Bautista Echeverría y Latadi sobre la vieja casa Iriartea de Irurita. La reedificación supuso además una ampliación al tomar parte del terreno de la casa de Echeverría y ser orientada hacia la plaza del pueblo. Por gusto de su suegro, se tomó como inspiración el palacio Iriartea de Errazu, en el que había nacido su hija María Micaela. El matrimonio tuvo ocho hijos, pero sería la penúltima en nacer, María Petra (1801-1888), quien aseguraría la continuidad de la casa hasta la actualidad, superando las dificultades de unos años agitados y de grandes dificultades económicas por causa de las guerras de la Convención, de la Independencia y también de las guerras Carlistas.
Antes, María Micaela, buscando la manera de sostener la casa, había enviado a sus varones menores, Juan Luis (1795-1853) y Manuel Isidoro (1798-1834), a México; pero, a diferencia de lo ocurrido con su marido años atrás, no les fue bien. Fue su primogénito Juan José (1786-1842), sacerdote, quien se haría cargo de la casa, de su madre viuda y de sus hermanas solteras hasta el regreso de México de Manuel, a quienes los hermanos firmaron un poder para ponerse al frente de la casa, en los años difíciles de la primera guerra carlista. Miguel José (1793-1862), segundo de los hermanos varones, retomó su carrera eclesiástica (abandonada antes de morir su padre) y se ordenó sacerdote, obteniendo en 1918 un beneficio en la iglesia parroquial de Garzain, que contribuiría también a aliviar la situación económica de la casa. Al finalizar la guerra, fallecido su hermano Manuel, asumió el gobierno de la casa junto con su cuñado, marido de su hermana María Petra.
La estabilidad llegaría, precisamente, con el enlace de su hermana Maria Petra con Gabriel Sotero de Elizondo. El matrimonio tuvo una hija, Ildefonsa de Sotero y Echeverría (1833-1871). La heredera de la casa de Echeverría y Gastón de Irurita, contrajo a su vez matrimonio con su primo José María Gastón de Iriarte, lo que tuvo como consecuencia, por segunda vez, que las dos ramas de los Gastón de Iriarte pasaran de nuevo a formar parte de la casa familiar de Irurita. Gracias a este enlace, pudieron superarse las penurias económicas de la casa, dando paso a un tiempo nuevo en el que la familia Gastón de Iriarte recuperaría su posición e influencia en Baztán.
Pero Ildefonsa falleció tempranamente, por lo que sus derechos sobre la casa de los Echeverría Gastón de Irurita revertieron en su madre María Petra y su tía María Manuela (1810-1896), que sería de entre sus hermanos la última heredera —solltera— de la casa. A falta de herederos directos, las hermanas dejaron acordado testar la casa Iriartea a su sobrino nieto, el teniente de artillería Manuel María Gastón y Elizondo (1866-1942) que, también soltero, tres días antes de morir, la cedería  a su sobrina María Pilar Gastón y Pujadas (1891-1982), hija de su hermano mayor, Joaquín María.
Tampoco María Pilar se casó y, al fallecimiento de su tío Manuel, alternó su estancia en Irurita con temporadas en Zaragoza, con su hermana mayor, María, y sus sobrinos Castellano Gastón; y en Madrid, en casa de su hermana menor, Carmen, su marido, Aurelio Domingo Goñi, y sus sobrinos Goñi Gastón de Iriarte. En 1956, Pilar Gastón y Pujadas decide que la casa nativa de los Gastón de Iriarte pase a los hijos de su hermana mayor, ya fallecida.
La casa reconstruida de Juan Bautista acabaría adoptando la denominación de Gastón de Iriarte, por la importancia que el apellido de su esposa fue adquiriendo con los años, gracias a la relevancia social y política alcanzada por los descendientes de su casa nativa. La documentación familiar conservada en la casa palacio Gastón de Iriarte es la que ha permitido conocer la historia de las dos casas —la de Iriartea de la familia Gastón de Iriarte, de Errazu; y la de Iriartea, de Irurita— que, con el enlace de Juan Bautista Echeverría y Mª Micaela Gastón de Iriarte a finales del s. XVIII, pasaron a pertenecer a una misma familia.
En la segunda mitad del s. XX, los hermanos Castellano de Gastón se hicieron cargo de la casa —ya conocida como casa Gastón de Iriarte– y fallecidos todos ellos, la continuidad de la casa está en manos de María Dolores Prats Viñas, viuda de Gaspar Castellano de Gastón, el menor de los hermanos, y de sus descendientes.

## Descripción
La casa palacio Gastón de Iriarte está situada en la plaza Duquesa de Goyeneche, de Irurita, junto a otras casas señoriales como la de los propios Duques de Goyeneche o la de los Marqueses de Casa Torre. La casa de la familia Gastón de Iriarte es una buena representación de la arquitectura de las casas palaciegas tan presentes en Baztán. 
El palacio se compone de una fachada con muros embellecidos por sillares rojizos y dos torres, a cada uno de los lados, de mayor altura que el cuerpo central de la casa y ligeramente adelantadas. Presenta tres cuerpos de altura. El paramento luce balcones corridos en las dos alturas superiores y una ventana en el segundo piso que se diferencia del resto por estar encajada entre pilastras. En el cuerpo inferior, la puerta presenta un arco de medio punto y está flanqueada por columnas toscanas.
Entre los elementos decorativos de la fachada, cabe destacar el escudo de armas del segundo cuerpo. En el superior, un vítor en forma de águila bicéfala, indicador de que un personaje relevante, un ilustre marino de la familia, Miguel José Gastón de Iriarte y Elizacoechea, vivió allí. Con estos símbolos, el Ayuntamiento distinguía a sus vecinos más ilustres, aquellos que habían hecho fortuna en la Corte madrileña y en el Nuevo Mundo.